# إلمر ريان
إلمر ريان (بالإنجليزية: Elmer Ryan)‏ هو محامي وسياسي أمريكي، ولد في 26 مايو 1907 في الولايات المتحدة، وتوفي في 1 فبراير 1958 في نفس البلد. حزبياً، نشط في الحزب الديمقراطي. وقد انتخب عضو مجلس النواب الأمريكي.